# Хоботово (Первомайский район)
Хоботово - посёлок в Первомайском районе Тамбовской области на реке Алёшня. Административный центр сельского поселения Хоботовский сельсовет. Расположен в 27 км к югу от посёлка Первомайский. Железнодорожная станция Хоботово.

## История
Первоначально назывался деревня Хоботовские Выселки. Название позволяет предположить, что населённый пункт был образован в результате переселения части жителей деревни Хоботово (входит в состав Мичуринского района Тамбовской области). 
По состоянию на 1914 год Хоботовские Выселки числились в составе Иловай-Рождественской волости Борисоглебского уезда Тамбовской губернии. В деревне проживало 158 человек.
С 1935 по 1956 года посёлок Хоботово являлся административным центром Хоботовского района Воронежской (с 1936 года - Тамбовской) области.

## Население
| 1914 | 2010  |
| ---- | ----- |
| 158  | ↗1844 |

## Культура
В посёлке Хоботово Первомайского района 22 июня 2018 года открыли мемориал, который увековечил память воинов-земляков, погибших в годы Великой Отечественной войны. Памятник увековечил имена 457 хоботовцев, погибших в годы войны. Их фамилии высечены на шести гранитных плитах. В центре композиции изображен орден Славы. 